# Rekové (národ)
Rekové jsou etnickou skupinou žijící v Jižním Súdánu. Patří do etnika Dinků, čili do skupiny Nilotů, a hovoří jihozápadním dialektem jazyka dinka zvaným také rek. Jejich počty se odhadují na 500 000 lidí, většinou Křesťanů.
V roce 2008 obdrželi Rekové 30 tisíc výtisků Nového zákona ve vlastní řeči, do té doby měli k dispozici pouze Bible psané súdánskou arabštinou. Slavnostní předávání se uskutečnilo 20. dubna ve Wau za přítomnosti místního guvernéra a zástupce Státního zákonodárného shromáždění.